# Electric Kiss
Singles de EXO
Universe
(2017) Tempo
(2018)
Electric Kiss est un single japonais du boys band sud-coréo-chinois EXO, sorti le 31 janvier 2018 par Avex Trax, issu de leur premier album japonais Countdown.

## Sortie et composition
Tamar Hermann de Billboard a décrit "Electric Kiss" comme une chanson qui "renvoie le son du groupe à un style hip-pop plus grisant pour créer une piste de danse énergique. Des rythmes entraînants et des synthés funky qui propulsent la mélodie du single, créant un "tempo-jumping" pour les chants et les raps d'EXO à mesure que la piste s'intègre dans son refrain propulsif". La chanson est sortie le 31 janvier simultanément avec l'album.

## Clip-vidéo
Une version courte du clip-vidéo de "Electric Kiss" a été mise en ligne le 5 décembre 2017. 
Elle montre le groupe pris au piège dans des chambres à miroirs et des réservoirs de verre, assis sur des piles d'objets mis au rebut, et errant dans des bâtiments vides. Un autre clip est sortie le 12 janvier 2018 et montre le groupe dans leur salle d'entraînement, exécutant la chorégraphie de la chanson. 
Le clip a été diffusé sur le grand écran de Yunika Vision à la gare de Seibu-Shinjuku du 29 janvier au 4 février 2018. 

## Promotion
EXO a interprété "Electric Kiss" pour la première fois le 26 janvier 2018 dans l'émission matinale japonaise Sukkiri. Les 27 et 28 janvier, EXO a ajouté la chanson au programme de leur tournée « EℓyXiOn » à Saitama et lors des derniers concerts ayant eu lieu à Séoul.

## Classements
| Classements                      | Meilleure position |
| -------------------------------- | ------------------ |
| Japan Hot 100 (Billboard)        | 23                 |
| US World Albums (Billboard)      | 5                  |
| South Korea International (Gaon) | 68                 |

## Historique de sortie
| Pays         | Date            | Format               | Label     |
| ------------ | --------------- | -------------------- | --------- |
| Japon        | 31 janvier 2018 | Téléchargement légal | Avex Trax |
| Monde entier | 31 janvier 2018 | Téléchargement légal | Avex Trax |